# Volkswagen Caddy
Volkswagen Caddy este o furgonetă cu panou și un vehicul pentru activități de agrement (segmentul M) comercializat de producătorul german de automobile Volkswagen din 1980. Este vândut în Europa, dar și pe alte piețe din întreaga lume. Volkswagen Caddy a fost introdus pentru prima dată în America de Nord în 1980 și în Europa în 1982. Prima și a doua generație au avut și variante pick-up (camionetă).

## A patra generație (Typ SB; 2020)

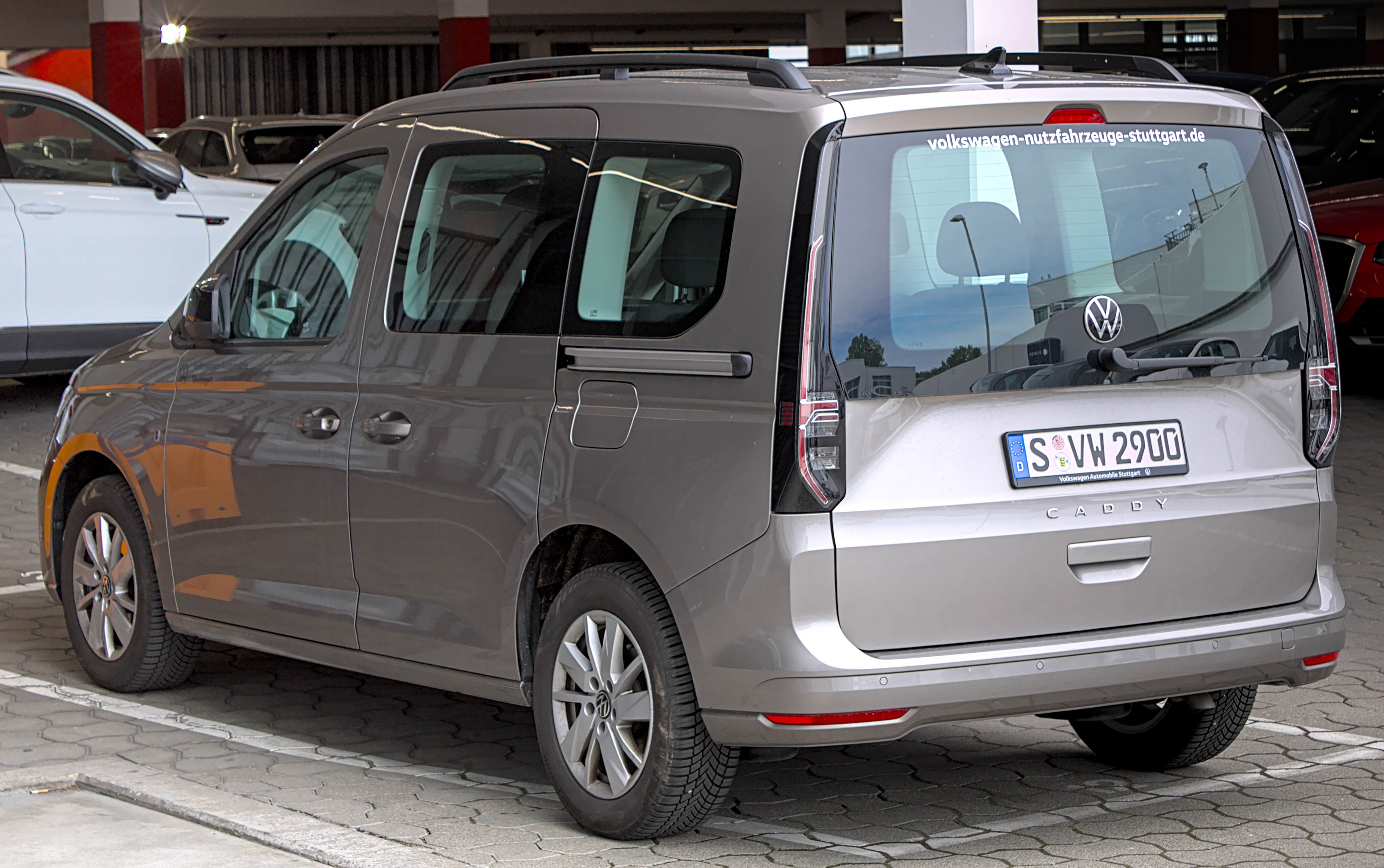
Spate
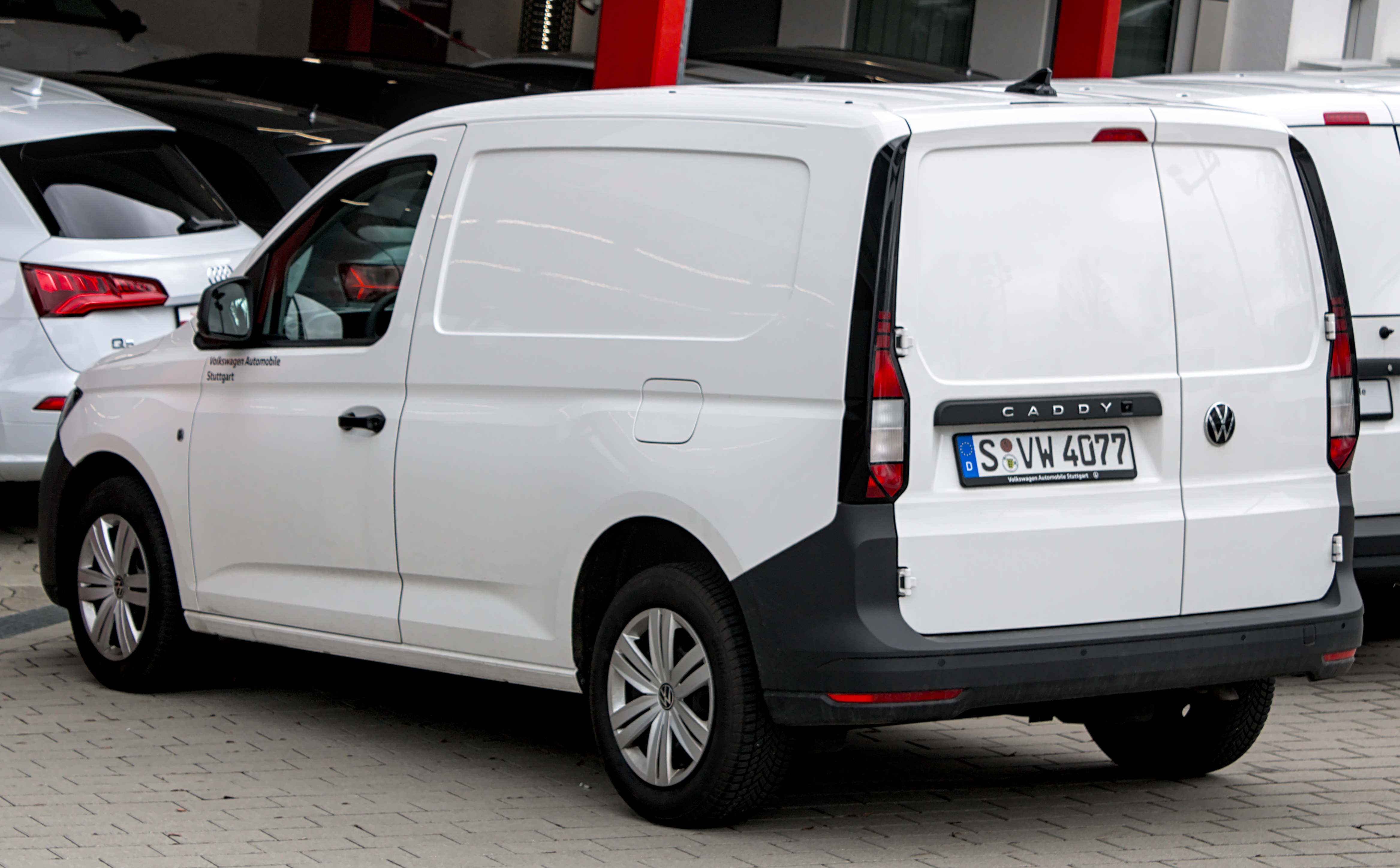
Caddy Cargo
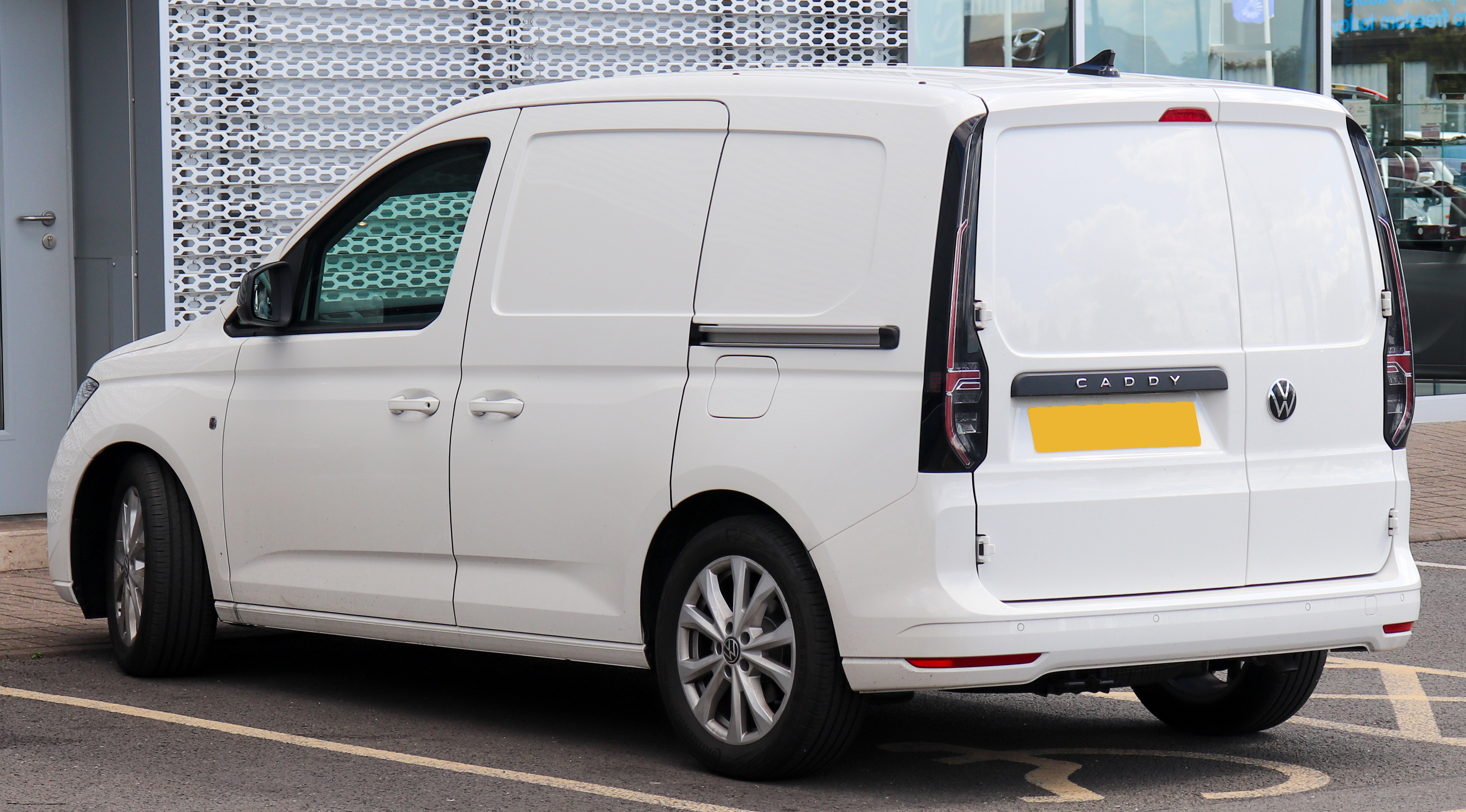
Caddy Commerce Pro
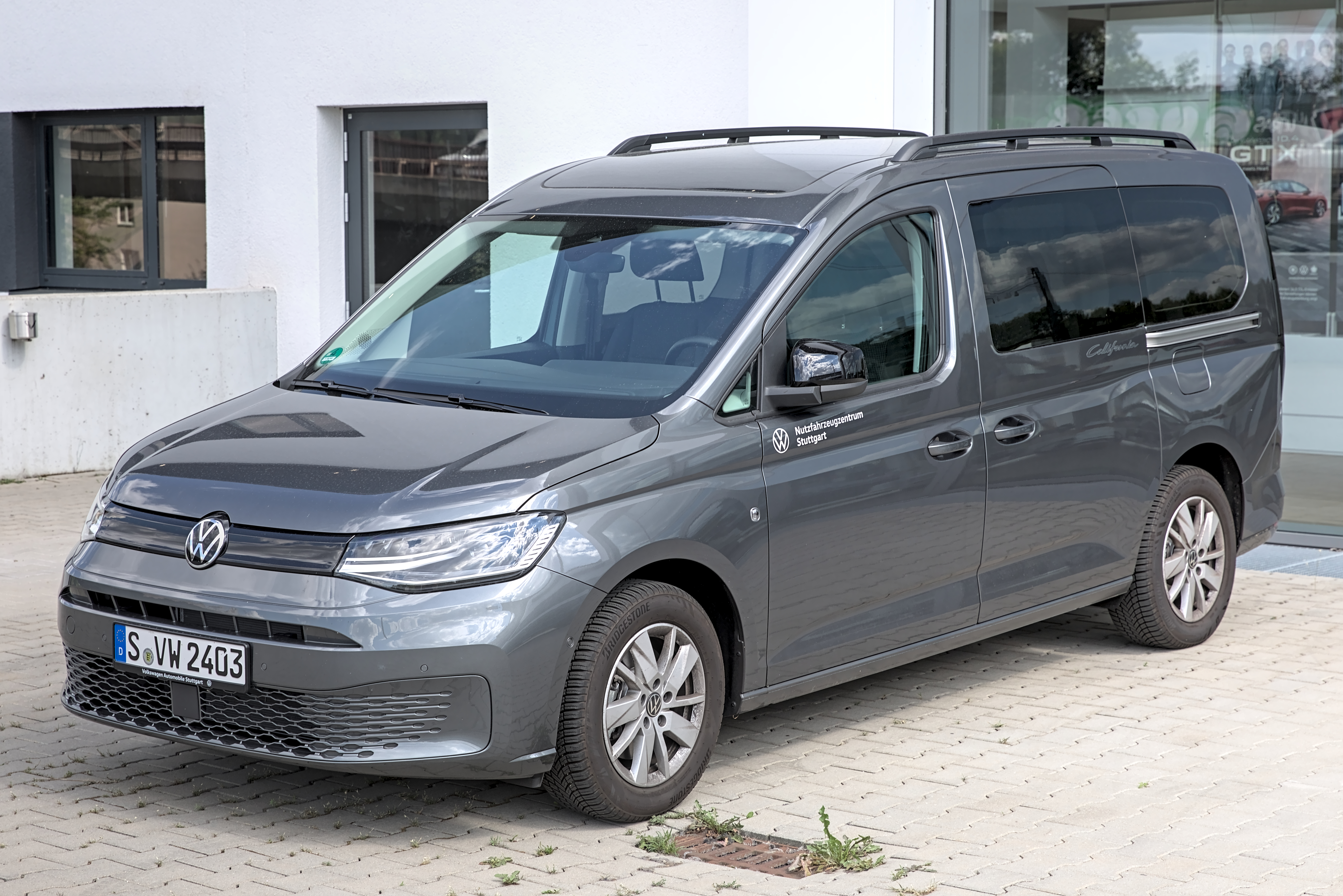
Caddy Maxi California
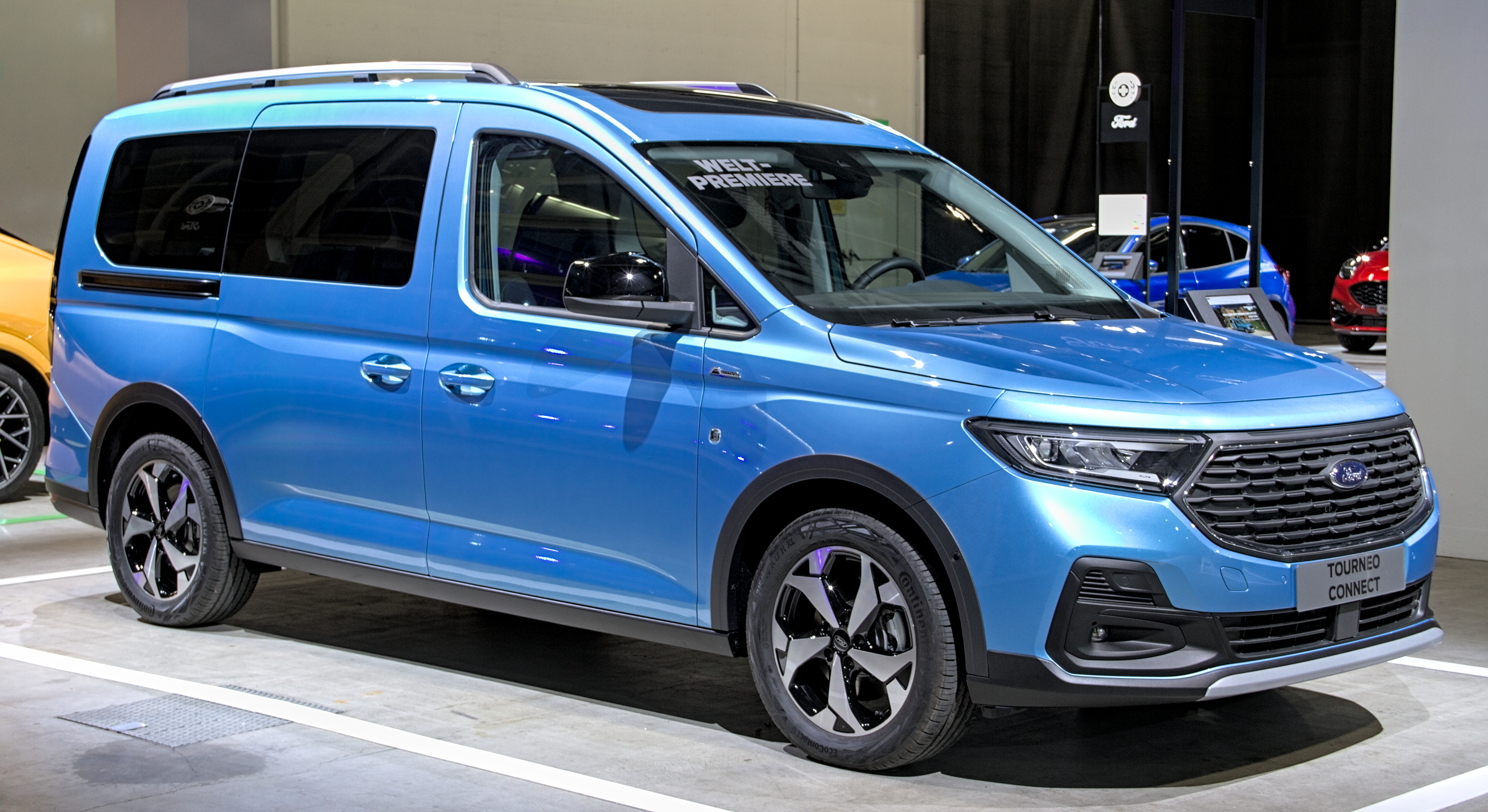
Ford Grand Tourneo Connect (2021)